# Elecciones seccionales de Ecuador de 1990
Las elecciones seccionales de Ecuador de 1990 se realizaron el 17 de junio de 1990 para renovar los cargos de 54 consejeros provinciales, 536 concejales cantonales y 3 presidentes de concejos municipales para el periodo 1990-1994. Se llevaron a cabo de forma simultánea a las elecciones legislativas del mismo año.